# Gerdocypris
Gerdocypris is een geslacht van kreeftachtigen uit de klasse van de Ostracoda (mosselkreeftjes).

## Soorten
- Gerdocypris croneisi (Teeter, 1975)
- Gerdocypris eulitoralis (Hartmann, 1974) Mckenzie, 1983
- Gerdocypris muelleri McKenzie, 1983
- Gerdocypris nipponica (Okubo, 1980) Maddocks, 1992